# Lasha Lomidze
Lasha Lomidze (in georgiano ლაშა ლომიძე?; Tbilisi, 30 giugno 1992) è un rugbista a 15 georgiano, attivo nel ruolo di terza linea centro del Dax ed internazionale per la Georgia.

## Biografia
Lasha Lomidze si forma nel Montpellier mettendosi in luce nella squadra Under-23 Espoirs, con la quale, nel maggio 2013, conquista il titolo di Campione di Francia Espoirs. Durante l'estate 2014 ha firma per il Béziers in Pro D2 per tre stagioni.
Nel 2012-14 e nel 2014-16 si aggiudica con la Georgia il Campionato europeo per nazioni.
Nel 2015 viene convocato nella Nazionale georgiana per la Coppa del Mondo di rugby 2015, disputando due partite della fase a gironi contro Nuova Zelanda e Namibia.
Dopo una breve esperienza in Russia al Krasnyj Jar e il 1º giugno 2017 firma per il club inglese London Irish in English Premiership. A fine stagione torna in Francia nelle file dell'Aurillac in Pro D2 ma termina il 2018 al Doncaster.
Nel 2017-18 si aggiudica con la maglia della Nazionale il Campionato internazionale Rugby Europe.
A luglio 2019 viene ingaggiato dalla S.S. Lazio.

## Palmarès

### Internazionale
- Campionati internazionali Rugby Europe: 1
Georgia: 2017-18
- Campionati europei per Nazioni: 2
Georgia: 2012-14, 2014-16

### Club
- Campionati francesi Espoirs: 1
Montpellier Espoirs: 2012-13